# Algirdas Saudargas
Algirdas Saudargas (Kaunas, 17 april 1948) is een Litouws politicus actief binnen de partij Tėvynės Sąjunga.
Hij was op 11 maart 1990 een van de ondertekenaars van de onafhankelijkheidsverklaring van de Republiek Litouwen, de Aktas dėl Lietuvos nepriklausomos valstybės atstatymo.
Sinds 1990 zetelde hij in de Opperste Raad van Litouwen, de voorganger van de huidige Seimas. Hij bleef parlementslid tot 2004. Hij was de eerste minister van Buitenlandse Zaken van de heropgerichte Republiek Litouwen van 24 maart 1990 tot 12 december 1992 en nam deze functie nog eens op van 4 december 1996 tot 30 oktober 2000. Als minister was hij voor Litouwen medeoprichter van de Oostzeeraad en de universitaire hervormingsinstelling EuroFaculty (Litouws: Eurofakultetas).
Van 2004 tot 2008 was hij ambassadeur aan de Heilige Stoel van de Republiek Litouwen.
Sinds de verkiezingen van 2009 zetelt hij voor zijn partij en de Europese Volkspartij in het Europees Parlement als lid van de Fractie van de Europese Volkspartij (Christen-Democraten). Hij is commissielid Constitutionele Zaken en plaatsvervangend lid van de commissie Industrie, Research en Energie.